# 인천 FS
인천 FS(Incheon Futsal Club)는 대한민국 인천광역시에 있었던 풋살 선수단이다. 남자 아마추어 풋살단이며, 2016년에 창단되었고 2018년에 해단되었다.

## 참고 문헌
- “스포츠지원포털 등록 현황”. 대한체육회.
- “KFA 통합경기정보 시스템”. 대한축구협회.